# Andrzej Panufnik

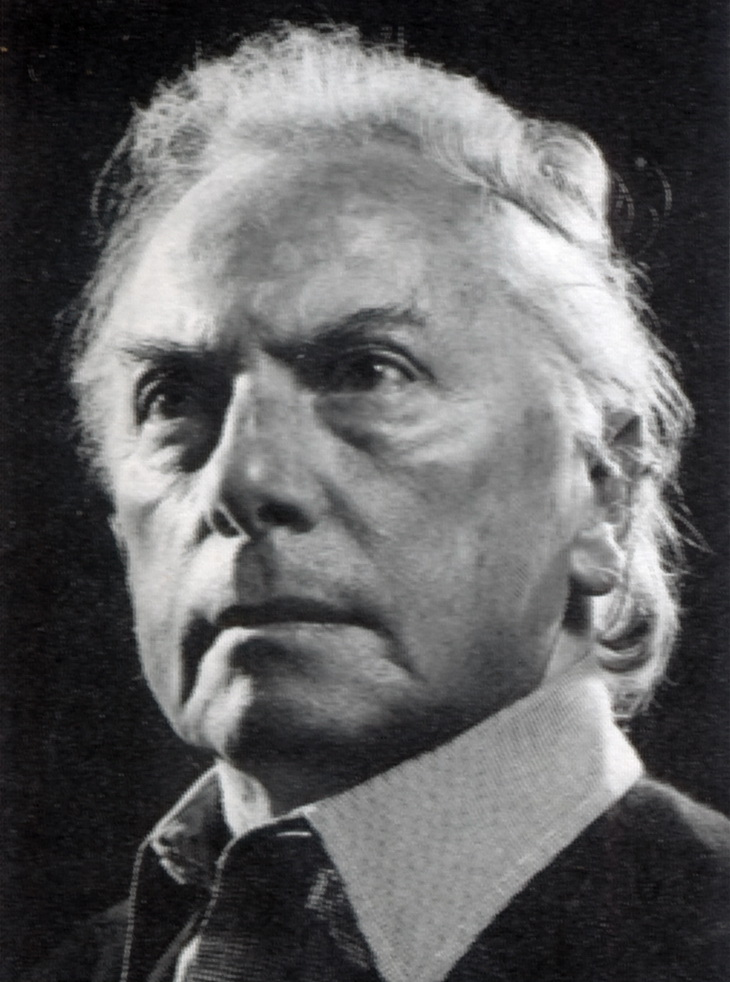
Andrzej Panufnik

Sir Andrzej Panufnik (Varsóvia, 24 de setembro de 1914 – Twickenham, 27 de outubro de 1991) foi um compositor, maestro e pianista polonês. Fugiu de seu país natal em 1954, mudando-se para o Reino Unido. A exibição e publicação de suas obras foi proibida pelo governo socialista até 1977.
Em 1991, a rainha Isabel II do Reino Unido concedeu ao compositor o título de Cavaleiro do Império Britânico. Morreu no mesmo ano em Twickenham, Grande Londres.
Panufnik escreveu 10 sinfonias, 3 quartetos de cordas e inúmeros concertos e outras composições.
Sua filha, Roxanna Panufnik, também é compositora.